# Käthe Leichter
Marianne Katharina Leichter, nota come Käthe Leichter (Vienna, 20 agosto 1895 – Ravensbrück, 1942), è stata un'economista, attivista per i diritti delle donne, giornalista e politica austriaca.
È stata membro del Partito socialdemocratico austriaco e della Camera del lavoro viennese. Fu detenuta nel campo di concentramento di Ravensbrück durante il regime nazista e uccisa con il gas nel centro di eutanasia di Bernburg nel 1942.

## Biografia

### Primi anni di vita
Leichter è nata come Marianne Katharina Pick nel 1895 a Vienna, seconda figlia di una coppia ebrea, l'avvocato Josef Pick (1849, Náchod – 1926) e sua moglie Charlotte "Lotte" Rubinstein (1871, Galați – 1939). Sua sorella maggiore era la compositrice e musicoterapeuta austro-americana Vally Weigl.
Käthe si laureò al Beamten-Töchter-Lyceum nel 1914 e successivamente iniziò a studiare Scienze politiche all'Università di Vienna. Poiché, all'epoca, le donne austriache non potevano laurearsi, si trasferì all'Università tedesca di Heidelberg nel 1917; si laureò nel luglio 1918 prima di tornare a Vienna per completare altri due semestri all'università.

### Carriera politica
Leichter fu coinvolta nel Wiener Jugendbewegung ("Movimento giovanile viennese"), un'organizzazione di sinistra radicale, come studentessa, prima dello scoppio della prima guerra mondiale, e in seguito è stata membro del Parteischüler-Bildungsverein Karl Marx, un gruppo marxista per i membri del Partito socialdemocratico d'Austria (SDAPÖ) che si opponevano alla guerra. Quando la Repubblica d'Austria fu fondata nel 1918, in qualità di una delle prime donne austriache laureate in Scienze politiche a specializzarsi in Economia, entrò a far parte del Reichswirtschaftskommission der Arbeiterräte ("Comitato economico statale dei Consigli dei lavoratori"), del Sozialisierungskommission ("Comitato statale per la socializzazione dell'industria") e della Zentralverband für Gemeinwirtschaft ("Organizzazione centrale per i beni pubblici e le imprese"), oltre a lavorare per il Ministero delle finanze.
Leichter entrò a far parte del Frauenreferat der Wiener Arbeiterkammer ("Dipartimento delle donne della Camera dei lavoratori istituzionalizzati di Vienna") nel 1925 e guidò il dipartimento fino al 1934. Fu eletta nel Betriebsrat der Wiener Arbeitkammer ("Comitato operaio della Camera operaia istituzionalizzata viennese") nel 1932. Pubblicò articoli e rapporti basati su dati statistici raccolti sul lavoro delle donne in Austria e tenne anche conferenze, corsi scolastici e trasmissioni radiofoniche per difendere i diritti delle donne. Ha sostenuto la parità di retribuzione, l'assunzione di più donne nell'amministrazione sociale e le opportunità di lavoro per le donne con un'istruzione universitaria.

### Vita privata
Sposò Otto Leichter, un collega socialista e giornalista, nel 1921. Diede alla luce il loro primo figlio, Heinz, nel 1924 e il loro secondo, Franz, nel 1930.

### Persecuzione politica e morte

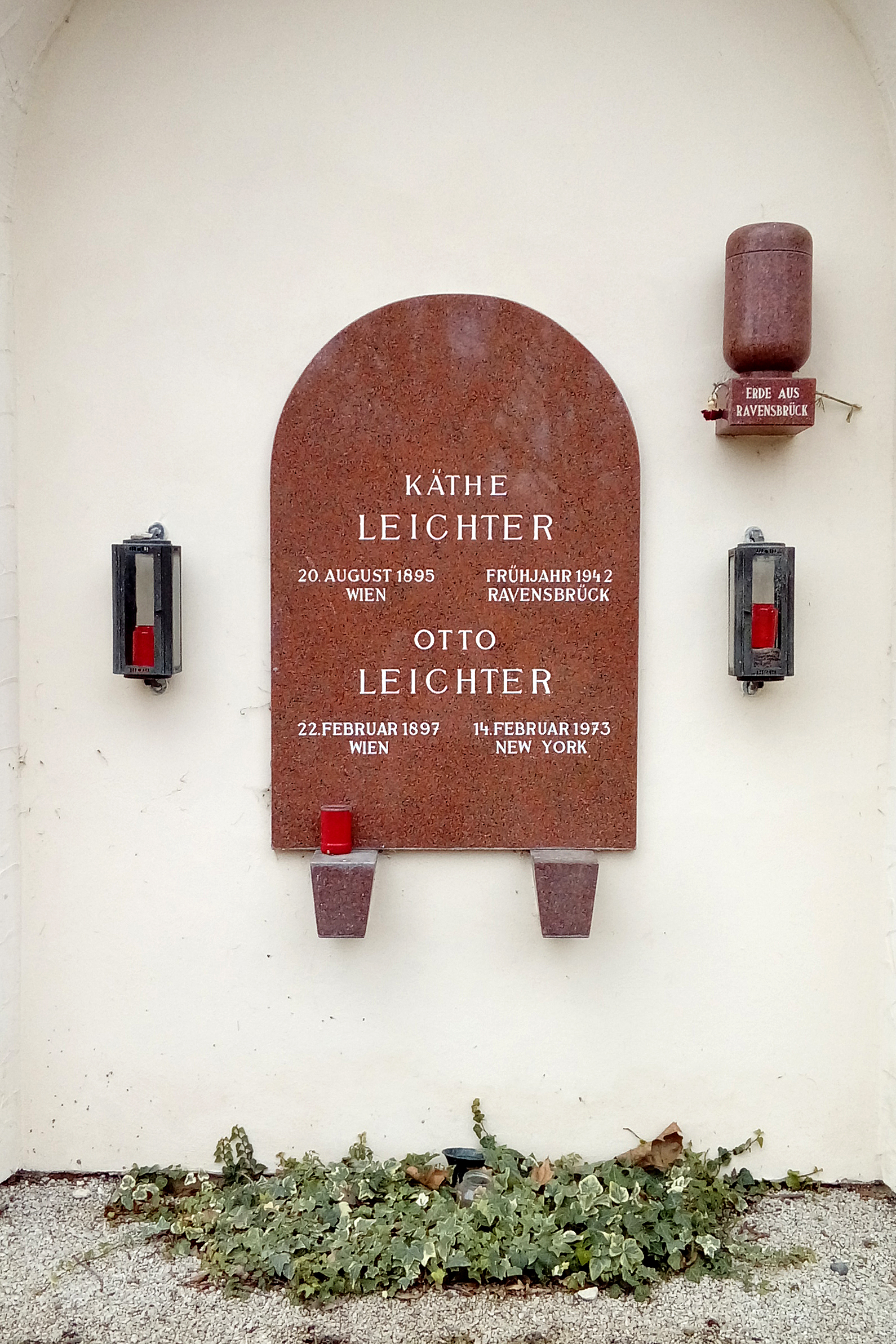
Feuerhalle Simmering, tomba della famiglia Leichter

Quando il SDAPÖ fu bandito in Austria nel febbraio 1934, Leichter si unì ai Revolutionäre Sozialisten (Socialisti Rivoluzionari), un'organizzazione socialista clandestina che si era formata in risposta alla messa al bando del partito. Lei e suo marito Otto emigrarono a Zurigo in esilio per sei mesi nel 1934, ma tornarono a Vienna quando fu scelta come responsabile dell'Educazione per i socialisti rivoluzionari. Scrisse opuscoli antifascisti e pubblicò articoli all'estero con gli pseudonimi di Maria Mahler e Anna Gärtner. Dopo che il partito nazista invase l'Austria nell'Anschluss del 1938, tentò di fuggire dall'Austria con la sua famiglia; sebbene la sua famiglia riuscì a scappare, Leichter fu arrestata dalla Gestapo a Vienna il 30 maggio 1938 e successivamente imprigionata. Fu mandata nel campo di concentramento di Ravensbrück nel 1940 e fu uccisa nelle camere a gas del Centro di eutanasia di Bernburg all'inizio del 1942. Un'urna piena di terra del campo di concentramento di Ravensbrück funge da cenotafio al Feuerhalle Simmering, a Vienna.

## Riconoscimenti
Käthe Leichter-Gasse, una strada nel distretto Hietzing di Vienna, prende il nome da Leichter nel 1949. Alla memoria di Leichter è intitolato anche un premio annuale assegnato dal governo austriaco a una storica donna. La storica austro-americana Gerda Lerner ha scritto che Leichter "personifica i più alti ideali del femminismo: attività a favore di tutte le donne nel corso di tutta la vita, ma in particolare a favore delle donne della classe operaia; convinzione che le riforme sociali siano giuste solo se servono gli interessi delle donne oltre che degli uomini; lotta intransigente contro il fascismo e il nazionalsocialismo, che le costarono la vita."

## Opere
- Frauenarbeit und Arbeiterinnenschutz a Österreich, 1927
- Wie leben die Wiener Heimarbeiter? : eine Erhebung über die Arbeits- und Lebensverhältnisse von tausend Wiener Heimarbeitern, 1923
- Così leben wir ... 1320 Industriearbeiterinnen berichten über ihr Leben ; Eine Erhebung, 1932
- Käthe Leichter. Leben und Werk , 1973
- Käthe Leichter zum 100. Geburtstag : Texte zur Frauenpolitik , 1995